# Fenilalanin
Fenilalanin (skrajšano Phe ali F)
 je α - aminokislina s formulo C6H5CH2CH(NH2)COOH. Razumeti jo je mogoče kot alanin, v katerem je benzil skupina nadomeščena z metilno skupino, podobno kot pri alaninu, kjer je terminalni vodik zamenjan s fenil skupino. Ta esencialna aminokislina je zaradi inertne hidrofobne narave stranske benzil verige razvrščena med nevtralne, nepolarne aminokisline. Levo sučni (L) izomer spojine se vgrajuje v proteine, kot to kodira DNA. Kodona za L-fenilalanin sta UUU in UUC. Fenilalanin je prekurzor za tirozin, za nevrotransmiterje dopamin, noradrenalin in adrenalin in za kožni pigment melanin.
Fenilalanin je najti v materinem mleku sesalcev. Uporablja se v proizvodnji hrane in pijač in prodaja kot dodatek prehrani zaradi njegovih domnevnih analgetičnih in antidepresivnih učinkov. Je neposreden predhodnik za pogosto uporabljeno prehransko dopolnilo, nevromodulator feniletilamin.
Fenilalanin je esencialna aminokislina, ki je ljudje in druge živali ne morejo sintetizirati - potrebujejo hrano, ki vsebuje fenilalanin oziroma proteine, ki to aminokislino vsebujejo.

## Zgodovina
Prva sta fenilalanin opisala 1879 Schulze in Barbieri, ko sta v sadikah rastline rumeni volčji bob ( Lupinus luteus)  identificirala spojino z empirično formulo C 9 H 11 NO 2, . Erlenmeyer in Lipp sta kot prva leta 1882 fenilalanin sintetizirala iz fenilacetaldehida, cianovodika in amoniaka.  
Genetski kodon za fenilalanin sta odkrila J. Heinrich Matthaei in Marshall W. Nirenberg leta 1961. Dokazala sta, da mRNK,  sestavljen iz zaporedja ene in iste snovi, uracila, v  E. coli povzroči izdelavo polipeptidov iz ene same aminokisline, to je fenilalanina. To odkritje je pomagalo razgonetiti metodo, ki celicam omogoča v genomu zapisano informacijo prepisovati v proteine.